# Willi Nolting
Willi Nolting (* 17. Oktober 1916; † 30. Juni 1990) war ein deutscher Fußballspieler und -funktionär. Er stand bei Arminia Bielefeld unter Vertrag.

## Werdegang
Nolting begann seine Karriere beim VfL Schildesche und kam über den VfB 03 Bielefeld im Jahre 1949 zu Arminia Bielefeld, der gerade in die seinerzeit erstklassige Oberliga West aufgestiegen war. In der Oberligasaison 1949/50 kam er sieben Mal zum Einsatz und blieb dabei ohne Torerfolg und konnte den Abstieg der Bielefelder nicht verhindern. Bis 1954 spielte Nolting mit der Arminia in der II. Division West und erzielte in 69 Spielen ein Tor. Später wurde Nolting Co-Trainer bei der Arminia und schaffte 1970 als Assistent von Egon Piechaczek den Aufstieg in die Bundesliga. Nolting übernahm daraufhin den Posten des Obmanns der Lizenzspielerabteilung und übernahm mehrfach als Interimslösung das Training der Profimannschaft. Nachdem er sich im Jahre 1988 weigerte, die zur finanziellen Rettung des Vereins beschlossene Umlage von 200 Mark zu zahlen, wurde Nolting aus dem Verein ausgeschlossen.